# Enguri-Staumauer
Die Enguri-Staumauer (auch russisch Inguri-Staumauer) ist das Absperrbauwerk einer Talsperre am Fluss Enguri in Swanetien im Westen Georgiens. Georgien und Abchasien betreiben das Kraftwerk gemeinsam weil die Turbinen und weitere Anlagen der Kraftwerkserie in Abchasien liegen.
Mit 750 Metern Breite und 271,5 Metern Höhe ist die Staumauer das gewaltigste Bauwerk im Kaukasus. Sie ist zugleich die höchste Bogenstaumauer der Erde und zurzeit die dritthöchste fertiggestellte Talsperre insgesamt. Gebaut wurde sie von der georgischen Firma Hydromscheni.

## Geschichte
Die Staumauer wurde 1988 nach 20-jähriger Bauzeit in Betrieb genommen, in Teilen schon 1978. Die Mauer besteht aus miteinander verzahnten Beton-Blöcken, die auf verstärktes Muschelkalkgestein aufgesetzt wurden. Der Stausee fasst 1,1 Milliarden Kubikmeter Wasser und hat eine Oberfläche von 13,13 Quadratkilometern. Das dazugehörige unterirdische Enguri-Wasserkraftwerk produziert jährlich rund 4,5 Milliarden Kilowattstunden, rund 40 % der georgischen Stromproduktion. Die Kapazität beträgt 1.300 Megawatt.
Wegen mangelhafter Instandhaltung waren Staumauer und Kraftwerk in einem schlechten Zustand. Durch ein beschädigtes Überlaufwehr der Staumauer, ein sogenanntes Stoplog, gingen jährlich rund 500 Millionen Kilowattstunden verloren, das ist fast ein Viertel des Stromverbrauchs der georgischen Hauptstadt Tiflis. Das Kraftwerk nutzte dann nur 40 Prozent seiner Kapazitäten. Nur vier der fünf vorhandenen Generatoren waren in Betrieb. Am abchasischen Ende des Wassertunnels arbeitet das Kraftwerk Wardnili 1. Es besitzt vier Generatoren, von denen seit dem Bürgerkrieg 1993 jedoch nur einer funktionierte. Das Wasser des Enguri gelangt dabei in den Eristskali (linker Nebenfluss des Okumi Q24683527). Dann geht das Wasser in einen Kanal und nicht in den Okumi. Am Kanal befinden sich die Kraftwerke Wardnili 2, Wardnili 3 und Wardnili 4.
Bis 2006 sollten die Staumauer und das Kraftwerk auf georgischer Seite vollständig repariert sein. Die Instandsetzungskosten wurden mit 147 Millionen US-Dollar veranschlagt. Die Europäische Bank für Wiederaufbau- und Entwicklungshilfe (EBRD) hat 1998 38,8 Millionen US-Dollar zur Reparatur von vier Generatoren zur Verfügung gestellt. Die Europäische Union gab weitere 9,4 Millionen Euro aus dem TACIS-Programm zur Instandsetzung eines weiteren Generators und des defekten Überlaufs.
Die Leistungsfähigkeit des Inguri-Wasserkraftwerks liegt nach Reparaturarbeiten jetzt bei 950 MW (bei theoretisch maximal möglichen 1300 MW), der Wasserstand bei 510,1 Metern (Stand 2006).

## Bilder

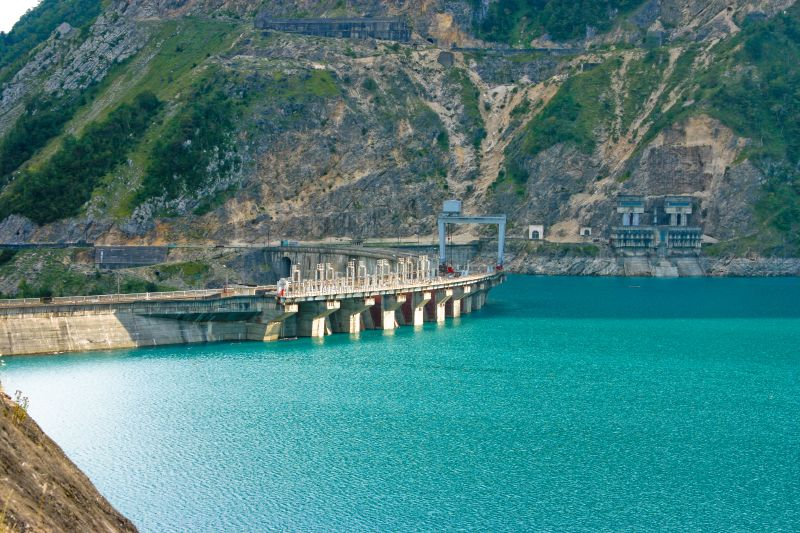
Blick auf die Staumauer vom See aus
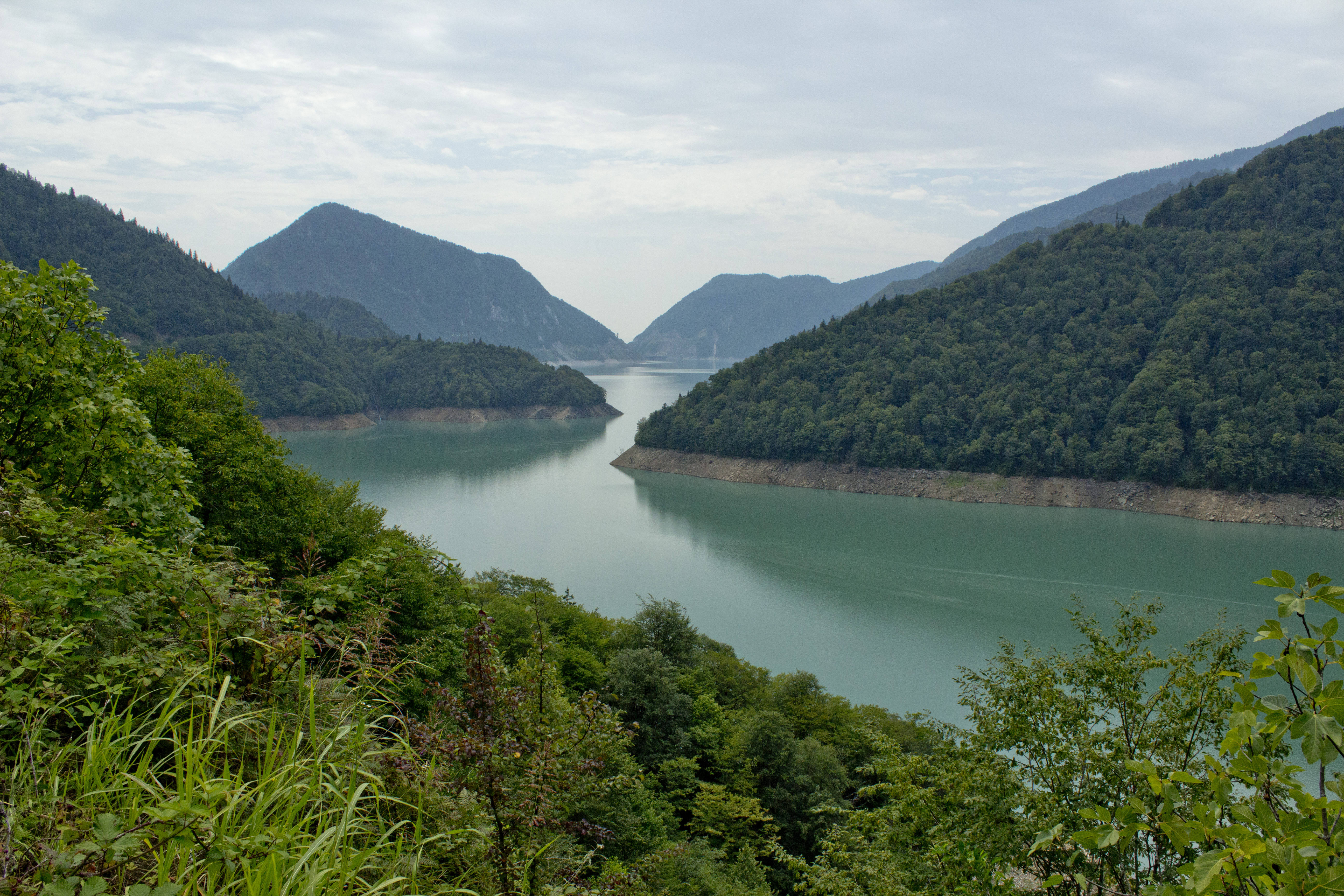
Der Stausee
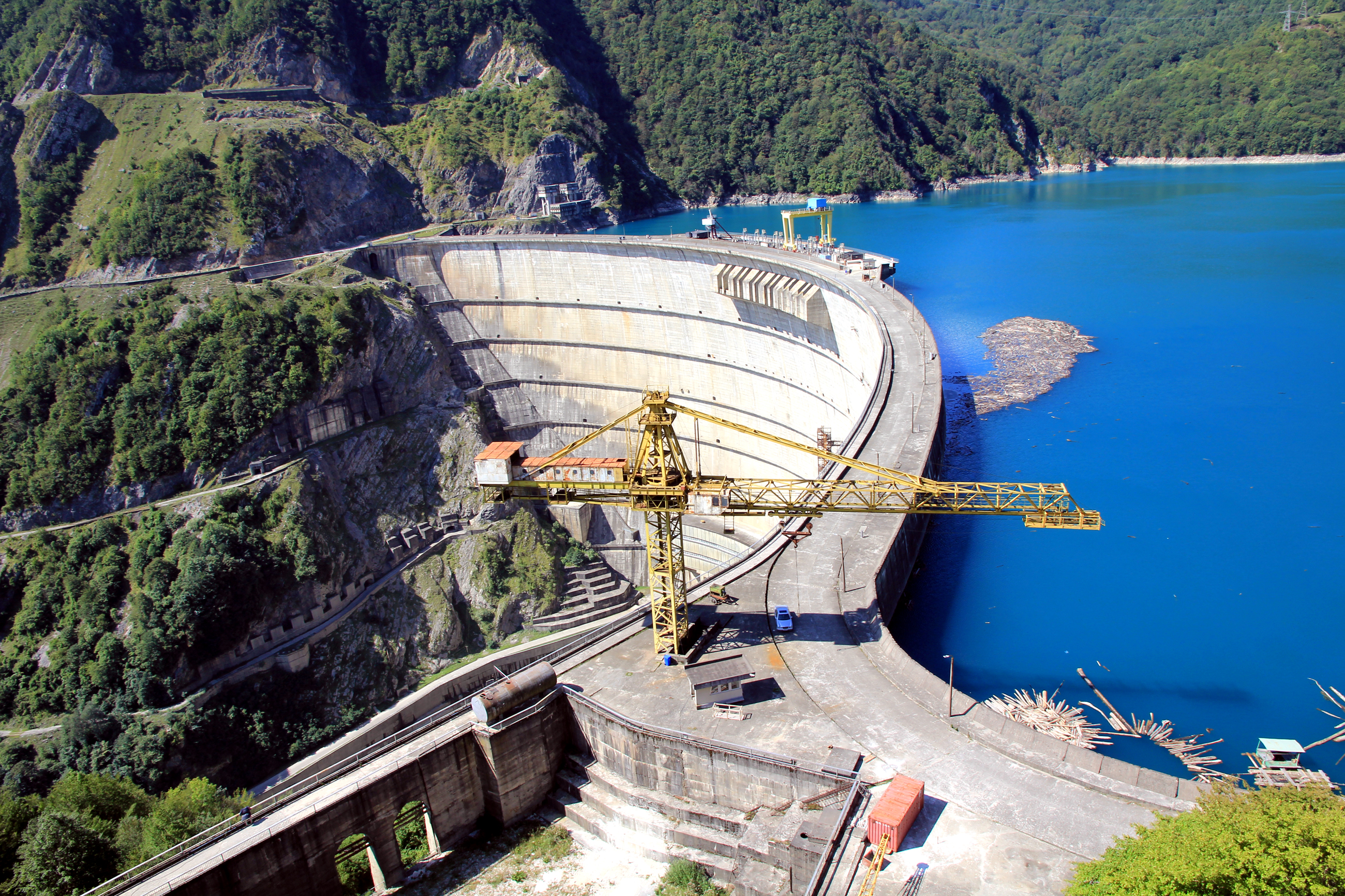
Damm